# Ignasi Villalonga i Villalba
Ignasi Villalonga i Villalba (València, 13 de juliol de 1895 - Benicàssim, 4 de novembre 1973) fou un polític i financer valencià.

## Biografia
Es doctorà en Dret a la Universitat de Deusto (País Basc) el 1914 i tornà a València per a treballar a la Companyia de Ferrocarrils i Tramvies de València, que era de la seva família. Ingressà en la Joventut Valencianista i fou un dels fundadors de la Unió Valencianista Regional i redactor de la Declaració Valencianista de 1918.
Més tard, però, es lliurà plenament als negocis. Fou president de la Cambra de Comerç de València el 1928-1930 i va promoure la creació del Centre d'Estudis Econòmics Valencians el 1929. També fou un dels signants de les Normes de Castelló de 1932. Quan es proclamà la Segona República Espanyola ingressà en la Dreta Regional Valenciana i en fou diputat a les eleccions de 1933 i 1936 per la província de Castelló. Quan el 1935 fou suspesa la Generalitat de Catalunya, en fou president en qualitat de governador general de Catalunya. Durant la guerra civil espanyola es passà al bàndol franquista i col·laborà en l'organització econòmica de la zona nacional.
Després de la guerra civil fou encarregat de reorganitzar el Banc de València i el Banco Central, que va dirigir del 1943 al 1970. Des dels seus càrrecs impulsà la creació del consorci Bancor, fundà nombroses empreses, com Eléctricas Leonesas, Saltos del Sil, Saltos del Nansa, Compañía Española de Petróleos (CEPSA) i Dragados y Construcciones, i fou president del Consell Superior de Cambres de Comerç. També va crear una Fundació dedicada als estudis econòmics. Va llegar a Carmen Jaúdenes de Villalonga i a les seves dues filles un capital de 3.666 milions de pessetes, una de les majors fortunes de la Transició espanyola

## Obres
- Substantivitat del valencianisme (1919)
- Régimen municipal foral valenciano (1926)